# From Yesterday
Singles de Thirty Seconds to Mars
The Kill
(2006) A Beautiful Lie
(2007)
From Yesterday (Depuis hier) est une chanson de Thirty Seconds to Mars. From Yesterday est le cinquième single du groupe, et le troisième extrait de l'album A Beautiful Lie. Il est sorti aux États-Unis le 7 novembre 2006, au Royaume-Uni le 16 janvier 2007, en Australie et en Italie le 20 avril 2007, en Lettonie le 4 février 2007.
Il eut un grand succès dans le monde et une performance dans les charts relativement correcte. Aux États-Unis, il atteint la première place au Billboard Modern Rock Tracks.

## Liste des titres
- Promo

1. From Yesterday (Radio Edit) - 3:52
2. The Story - 3:59 (Live @ AOL Sessions Undercover)

- États-Unis (CD)

1. From Yesterday - 4:07
2. The Story - 3:59 (Live @ AOL Sessions Undercover)

- Royaume-Uni (CD)

1. From Yesterday (Radio Edit) - 3:52
2. Stronger - 6:01 (Radio 1's Live Lounge 2)
3. From Yesterday - 13:40 full directors cut video (enhanced CD)

- Royaume-Uni (7" Vinyl 1)

1. From Yesterday - 4:14 (Chris Lord-Alge Mix)
2. The Kill (Bury Me) - 3:47 (Radio 1 Live)

- Royaume-Uni (7" Vinyl 2)

1. From Yesterday - 4:07

- États-Unis (7" Vinyl 1)

1. From Yesterday - 4:07
2. The Kill (Bury Me) - 3:51

## L'histoire du clip
Le clip commence par une vision d'un empereur chinois, peut-être le dernier empereur de Chine Pu Yi, à la Cité interdite. Ses serviteurs lui demandent ce qu'il veut pour son anniversaire. Il répond : « Le son de demain ». Pendant ce temps, Thirty Seconds to Mars se trouve en Amérique du Nord, les musiciens sont vêtus de blanc, et ils se préparent pour un concert. Jared dit aux autres de faire silence, puisqu'ils sont appelés. Un tableau sur le mur tombe, le cadre se casse et Jared prend un parchemin. Une jeune femme asiatique entre et leur dit qu'il est temps de jouer. Ils vont dans le couloir qui mène à la salle de concert, et s'y trouvent enfermés puisque la porte ne s'ouvre pas. Les lampes commencent à clignoter et puis elles s'éteignent. 
 Les portes de la Cité Interdite s'ouvrent sur le groupe pour les laisser entrer. Devant eux s'étendent deux rangées de soldats, qui forment un couloir pour les laisser passer. Jared voit une femme en blanc et aux yeux bordés de sang, assez inquiétante, qu'il est pourtant le seul à remarquer. Les musiciens sont conduits devant l'empereur et on leur donne des parchemins, présentés comme de précieuses offrandes. Alors Jared s'indigne et se tourne vers son frère Shannon : "This is a gift?" ("C'est un cadeau ça ?"). 
 On suit chacun des musiciens dans une partie différente de la cité : Jared voit trois jeunes femmes sacrifiées par un group de jeunes hommes, Shannon voit un homme avec sa femme, Matt voit un homme se mutiler et Tomo introduit une bille noire dans la bouche de l'impératrice défunte Cixi, arrière-grand-mère de Pu Yi. 
 Le clip se termine sur un combat en tenues traditionnelles. Le groupe doit se battre jusqu'à la mort, mais les musiciens ne savent pas qui ils tuent. Le clip se termine sur leur chanson A Beautiful Lie, le single sorti après From Yesterday.

## La réalisation du clip
Thirty Seconds to Mars est le premier groupe autorisé à tourner en Chine. Une fois l'idée prise au sérieux par leur manager, le groupe s'envole pour la Chine pour filmer son clip en seulement trois jours. Contrairement à tout ce qu'on peut lire sur Internet, le clip n'a pas été tourné dans la Cité Interdite mais dans des studios de tournage, les Zhejiang Hengdian World Studios. Derrière la caméra, la réalisation du clip revient à Bartolemew Cubbins, comme pour une majorité des clips du groupe. 
 Les ambitions des musiciens volent hauts, car le clip du single suivant fut tourné au Groenland.

## Classement
| An   | Classement                                                | Meilleure position |
| ---- | --------------------------------------------------------- | ------------------ |
| 2007 | U.S. Billboard Hot 100                                    | 76                 |
| 2007 | U.S. Billboard Modern Rock Tracks                         | 1                  |
| 2007 | U.S. Billboard Mainstream Rock Tracks                     | 11                 |
| 2007 | U.S. Billboard 2007 Year-End Chart: Hot Modern Rock Songs | 7                  |
| 2007 | U.S. Billboard Hot Videoclip Tracks                       | 25                 |
| 2007 | Australia Singles Chart                                   | 33                 |
| 2007 | New Zealand Singles Chart                                 | 13                 |
| 2007 | Germany Singles Chart                                     | 72                 |
| 2007 | Austria Singles Chart                                     | 53                 |
| 2007 | Virgin Charts                                             | 1                  |
| 2007 | Brasil Hot 100                                            | 11                 |
| 2007 | Italia Singles Chart                                      | 36                 |
| 2007 | Portugal Singles Chart                                    | 17                 |
| 2007 | Netherlands Singles Chart                                 | 8                  |
| 2007 | Canadian Singles Chart                                    | 2                  |
| 2007 | Bolivia Singles Chart                                     | 1                  |
| 2007 | Europe Singles Chart                                      | 1                  |
| 2008 | Mexican Singles Chart                                     | 31                 |
| 2008 | UK Singles Chart (re-release)                             | 37                 |
| 2008 | Latvian Airplay Top 50                                    | 1                  |